# مسك الإعلامية العربية
شركة مسك هي شركة تعمل في مجال الإنتاج الإعلامي والخدمات الإنتاجية والتي قام بتأسيسها رجل الأعمال السعودي صالح عبد الله كامل واحد من أهم وأوائل المستثمرين السعوديين في المجال الإعلامي، فكان أول من انشأ مؤسسة للإنتاج الإعلامي والتي تعرف «بالشركة العربية للإنتاج الإعلامي»، وقد بدأت  شبكة راديو وتلفزيون العرب ببث إرسالها من خلال خمس قنوات تلفزيونية في عام 1993 والآن قامت بإنتاج أكثر من 6 ألاف برنامج في مختلف المجالات تم إنتاجها باستوديوهات شركة مسك الإعلامية بمصر.
نشاط الشركة لا يقتصر علي تقديم الخدمات في مصر فقط، ولكن يشمل عددا من الدول العربية حيث تقدم الشركة كافة الخدمات الإعلامية والإنتاجية من خلال مراكز إنتاج متكاملة بكل من عمان بالأردن وجدة بالمملكة العربية السعودية وبيروت بلبنان.
وعلي مدي أربعة وعشرون عاما وفرت شركة مسك كافة الاحتياجات في مجال الإنتاج الإعلامي المرئي والمسموع، من استوديوهات تصوير واستديوهات صوت ومعدات تصوير وديكورات وإكسسوار وأجهزة مونتاج وترجمة ودبلجة... الخ.

## الخدمات التي تقدمها الشركة

### استوديوهات التصوير..
تمتلك شركة مسك استوديوهات للتصوير والتي من خلالها تم تنفيذ أكثر من 66 الف عمل ما بين برامج تلفزيونية وأفلام ومسلسلات.. الخ، وتتنوع مساحات الأستوديوهات لخدمة مختلف أنواع الإنتاج التلفزيوني فالأستوديو الأول علي مساحة 500 متر مربع وارتفاع 12 متر أما الأستوديو الثاني بمساحة 400 متر مربع وارتفاع 12 متر والأستوديو الثالث بمساحة 100 متر مربع وارتفاع 10 متر.
كافة الأستوديوهات مجهزة من حيث العزل الصوتي ذو المواصفات القياسية العالية وكامل وحدات الإضاءة، وغرف التحكم.
تتميز الأستوديوهات بتجهيزات هندسية رقمية (ديجتال)وإمكانيات فنية.

### استديو الصوت
يعد ستوديو الصوت بشركة مسك من احدث أستديوهات الصوت ومصمم على اعلى طراز، كما انه مجهز بتجهيزات صوتية رقمية ذو تقنية عالية للتسجيل والمكساج بالكمبيوتر ومكتبة مؤثرات صوتيه كبرى تناسب كافة احتياجات الفرق الموسيقية.

### وحدات المونتاج
احدث الاجهزة اللزمة لاجراء عمليات المونتاج سواء بتقنية المونتاج الخطي ( Linyer) أو المونتاج اللاخطى (المونتاج الرقمي (Non Linear..

### الخدمات الإنتاجية
- وحدات التصوير الخارجى
- الكاميرات المحمولة
- الورش الفنية
- ستديو الدوبلاج
- قسم الجرافيك
- قسم الترجمة

## الإنتاج الفني
سهراية: من تقديم الاعلاميه صفاء أبو السعود، والذي تم عرضه من خلال قنات ART
ساعة صفا: من تقديم الإعلامية صفاء أبو السعود استضافت فيه نخبة من الفن في العالم العربي.
مع حمدي قنديل : من تقديم الإعلامي الكبير حمدي قنديل
يا هلا: من تقديم الإعلامية هالة سرحان تناولت فيه أجرأ القضايا السياسية والاجتماعية
الليلة: من تقديم الإعلامية هالة سرحان سهرة فنية منوعة مع نجوم الفن والغناء
للبيوت اسرار.. من تقديم الاعلاميه سهير جوده وهو من البرامج التي تهتم بشؤون المرأة والأسرة.
لا تذهب هذا المساء.. من تقديم الإعلامية مني الشاذلي لتحليل وتقييم الأفلام السينمائية المميزة.
القضية لم تحسم بعد.. من تقديم الإعلامية مني الشاذلي لطرح القضايا الكبرى التي أثارت جدلا واسعا لدي الرأي العام.
برنامج البيت بيتك من تقديم الإعلامية ليليان اندراوس
دعوة على السحور.. من تقديم المذيعه بوسي شلبي وهو برنامج حواري
الدنيا غنوه.. من تقديم المذيعه هبه الاباصيري
الاستوديوهات التحليلية لمباريات البطولات العربية والأفريقية من تقديم الإعلامي الكبير علي داود مع نخبة من نجوم الرياضة والنقاد الرياضيين
الاستوديوهات التحليلية لمباريات الدوري السعودي والدوري المصري من تقديم الإعلامي الكبير علي داود مع نخبة من نجوم الرياضة والنقاد الرياضيين
برنامج من سيربح البونبون.. من تقديم النجم أحمد حلمي
طبق النجوم..تقديم الفنانه غاده عبد الرازق مقدمة برنامج طبق النجوم برنامج يقدم كل يوم فنان تسضيفة الفنانة غادة عبد الرازق من إنتاج تلفزيون ال art الاوائل راديو وتلفزيون العرب حصريا
عيون الART.. تقديم بوسي شلبي ذكريات برنامج عيون إيه ار تى مع بوسى شلبى سنة 1999.

## الإنتاج السينمائي
استغلالا للإمكانيات الكبيرة والتجهيزات المتكاملة للشركة واستوديوهاتها، تم تصوير بعض الأفلام السينمائية داخل بلاتوهات الشركة ومرافقها مثل:
فيلم جاءنا البيان التالي عام 2001 بطولة محمد هنيدي إخراج سعيد حامد
فيلم أصحاب ولا بزنس عام 2001 بطولة هاني سلامة إخراج علي إدريس
فيلم خالي من الكولسترول عام 2005 بطولة اشرف عبد الباقي إخراج محمد ابوسيف
فيلم وش إجرام عام 2006 بطولة محمد هنيدي إخراج وائل إحسان
فيلم احكي يا شهرزاد عام 2009 بطولة مني ذكي إخراج يسري نصر الله
فيلم مولانا عام 2016 بطولة عمرو سعد إخراج مجدي أحمد علي

## القنوات التليفزيونية
ساهمت شركة مسك بشكل فعال في ظهور عديد من القنوات الفضائية المصرية والعربية، من خلال إمكانياتها التقنية والفنية والبشرية المميزة، سواء في البث المباشر للبرامج أو الإنتاج المسجل منها.
جميع قنوات شبكة راديو وتلفزيون العرب ART الترفيهية والرياضية والثقافية
قنوات اقرأ العربية والدولية
قناة الأهلي الرياضية
قناة التحرير
قناة أونست
قناة ليبيا أولا
قناة الحكمة